# Kepler-566 b
Kepler-566 b — экзопланета, похожая на Нептун, которая вращается вокруг звезды K-типа Kepler-566. Её масса составляет 5,27 массы Земли, она совершает один оборот вокруг своей звезды за 18,4 дня и находится на расстоянии 0,1247 а. е. от своей звезды. О её открытии было объявлено в 2016 году. Находится в 1,840 светового года от Земли.